# Marcion
Marcion oder Markion (zu altgriechisch Μαρκίων Markíōn, Aussprache seit spätlateinischer Zeit [ˈmaʁtsɪɔn]; * zwischen etwa 85 und 100 n. Chr., vielleicht in Sinope in der römischen Provinz Bithynia et Pontus; † um 160 n. Chr.) war der Begründer des Marcionismus oder Markionismus, einer einflussreichen christlichen Richtung des 2. Jahrhunderts mit gnostischen Anklängen. Seine religiösen Bestrebungen und Lehren wurden im Prozess der Selbstdefinition der Alten Kirche als irreführend (häretisch) bekämpft.

## Biografie

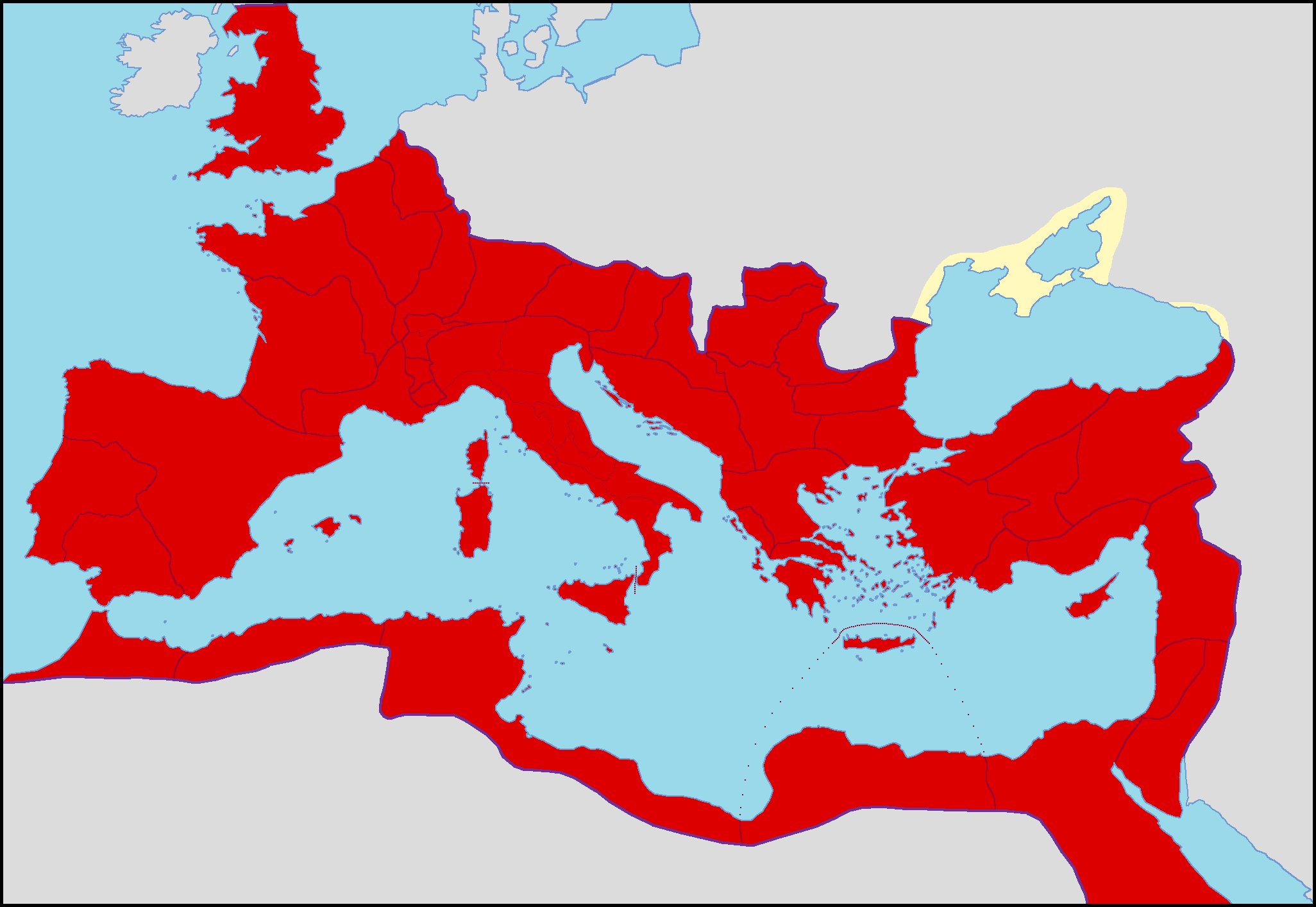
Territoriale Ausdehnung des Imperium Romanum im Jahr 150 n. Chr., zur Zeit der Regierung des Antoninus Pius (siehe auch Sprachen im Römischen Reich)

Genaue biografische Daten sind nicht überliefert, die wenigen Angaben stammen zudem meist von Gegnern. Aus der „Häretikerlegende“, welche die altkirchlichen Autoren aus seinen Schriften herleiteten, wurden biographische Daten in der nachfolgenden Geschichtsschreibung unter dem Regime seiner Gegner weiter tradiert. Marcions Geburtsjahr ist nicht überliefert, in der wissenschaftlichen Literatur werden die Jahre um 85 n. Chr. bis hin ums Jahr 100 vermutet. Er sollte laut älteren Quellen der Region Pontus entstammen, damals konnte damit das Schwarzmeergebiet insgesamt wie auch eine Region gleichen Namens an dessen Südküste gemeint gewesen sein, mit ihrer wichtigsten Handels- und Hafenstadt Sinope am Schwarzen Meer. Diese wird in jüngeren Marcion-Quellen der Spätantike zu seinem Geburtsort, eine plausible Hypothese, da Marcion Reeder und Seekaufmann (ναύκληρος nauklēros) gewesen sein soll. Ein solcher Seekaufmann war zumeist ein Schiffseigner oder Kapitän eines eigenen oder gemieteten Schiffes (Schiffe der Antike), mit dem er in eigenem Namen Handel betrieb.

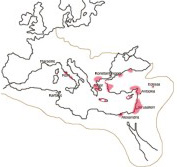
Die frühe Ausbreitung des Christentums (Zentren=dunkelrosa). Gebiete christlicher Gemeinden um das Jahr 100 n. Chr.

Marcion begab sich um 135/140 auf den Weg nach Rom, wo Hyginus in der Zeit von 136 bis 140 Bischof war. Laut Clemens von Alexandria sei Markion erst „als älterer Mann“ um die sechzig Jahre überzeugter Christ geworden. Es gibt also keine einheitliche oder dominierende Meinung dazu, ob Marcion bereits Christ war, als er nach Rom kam. Marcion brachte als erfolgreicher Kaufmann ein ungeheures Vermögen in seine Gemeinde ein, tradiert werden Summen von 100.000 oder 200.000 Sesterzen. Dort entwickelte er auch seine eigene Theologie. Ob Marcion Ansichten wie jene vom „schlechten Weltenschöpfer“ und fremden, guten Gott vom Gnostiker Addru Cerdo (Κέρδων Kerdōn) übernommen hat, wie es beispielsweise der Marcion-Gegner Irenäus von Lyon nahelegte, ist anscheinend ungewiss bzw. nicht wahrscheinlich.
Im Jahr 144 kam es in Rom zum Bruch wohl wegen Marcions kompromissloser Gegenüberstellung von Altem Testament und Evangelium, als Folge davon zur Spaltung seiner römischen Kirchengemeinde oder der römischen Kirchengemeinden in Anhänger und Gegner sowie zur Gründung seiner eigenen kirchlichen Glaubensgemeinschaft. Marcion wurde sein Geldgeschenk zurückgegeben. Durch Reisen Marcions breitete sich seine Lehre rasch bis in die römische Provinz Aegyptus und Persien aus. Marcion selbst starb wohl noch vor dem Amtsantritt Mark Aurels um 160, doch sind in der aktuellen Marcion-Forschung weder Sterbeort noch Sterbejahr konkret bekannt.
| Kaiser          | Beginn      | Ende        |
| --------------- | ----------- | ----------- |
| Trajan          | 98 n. Chr.  | 117 n. Chr. |
| Hadrian         | 117 n. Ch.  | 138 n. Chr. |
| Antoninus Pius  | 138 n. Chr. | 161 n. Chr. |
| Marcus Aurelius | 161 n. Chr. | 180 n. Chr. |

| Römischer Bischof | Beginn      | Ende        |
| ----------------- | ----------- | ----------- |
| Clemens von Rom   | 88 n. Chr.  | 97 n. Chr.  |
| Evaristus         | 98 n. Chr.  | 105 n. Chr. |
| Alexander I.      | 105 n. Chr. | 115 n. Chr. |
| Sixtus I.         | 115 n. Chr. | 125 n. Chr. |
| Telesphorus       | 125 n. Chr. | 136 n. Chr. |
| Hyginus           | 138 n. Chr. | 140 n. Chr. |
| Pius I.           | 140 n. Chr. | 155 n. Chr. |
| Anicetus          | 155 n. Chr. | 166 n. Chr. |

## Theologie
Marcion behauptete einen grundlegenden Unterschied zwischen dem „guten Gott der Liebe“ des Neuen Testaments, wie er vom „guten Gott“ durch Christus verkündigt und gelebt sei, und einem „bösen Gott“ des Alten Testaments bzw. des Tanach, der für Schöpfung, Gesetz und Gericht verantwortlich sei. Christus galt bei Marcion nicht als der vorausgesagte Messias des Schöpfergottes, sondern als ein göttliches Wesen mit einem Scheinleib (Doketismus; altgriechisch δοκεῖν dokein, „scheinen“), der (unerwartet) vom guten, unbekannten Gott als dessen Sohn herabgesandt worden war. Er opferte in größter Güte sein Leben durch den Kreuzestod, um damit die in der Schöpfung des Schöpfergottes an Gesetz und Sünde gefesselten Menschen durch seine Gnade und Liebe davon zu befreien.

### Der Gott des Alten versus des neuen Testaments
Wie vielfach auch in der Gnosis fasste Marcion das Materielle als schlecht auf und postulierte zwei Götter. Anders als in der Gnosis jedoch enthält Marcions Theologie nichts vom ausgedehnten Mythos zur Genese von Menschheit und Welt, so wenig wie die gnostische Idee eines Anteils am göttlichen Pneuma, eines göttlichen Lichtfunkens im Menschen. Vielmehr erlangt der Mensch nach Marcion Erlösung durch Glauben und nicht wie in den gnostischen Systemen durch Erkenntnis und Wissen.
Nach Marcion hatten der von ihm Demiurg (altgriechisch δημιουργεῖν ‚schaffen‘) genannte „böse Gott“ oder „bekannte Gott“ und der „gute Gott“, „unbekannte, fremde Gott“ oder der Gott der Liebe anscheinend keinerlei Beziehung zueinander und Kenntnis voneinander; der „Gott der Liebe“ war vor seiner Offenbarung in Christus vollkommen unbekannt (ignotus). In dieser Welt des Gesetzes und der Sünde, der minderwertigen Schöpfung des Demiurgen bzw. Schöpfergottes, lebe der Mensch, und ihm zeige sich überraschend der „fremde Gott“ bzw. Christi Wesen und Evangelium der frohen Botschaft in erbarmender Liebe, ihm zeige sich seine Wirksamkeit in Selbstoffenbarung, die identisch ist mit Erlösung von der unvollkommenen Schöpfung des Demiurgen und seinen Gesetzen. Der Demiurg ist bei Marcion kein grundsätzlicher Widersacher des fremden, guten Gottes und die Schöpfung ist gemäß Marcion nicht satanisch. Vielmehr ist sie so gut, wie eben eine mit Gesetz und Strafe entstandene, unvollkommene Schöpfung sein kann. Infolgedessen wies Marcion das gesamte Alte Testament (Tanach) zurück, da es nur vom Demiurgen und seinen Gesetzen Zeugnis ablegte, den er, ähnlich wie in der Gnosis, als „bösen Gott“ auffasste, vor allem aber sei JHWH als ein „Gott des Gesetzes“ anzusehen. Dennoch blieb das Alte Testament wahrscheinlich auch aus Marcions Sicht mit der von der Christusoffenbarung ausgehenden neuen Gnadenbotschaft mit seinem Erlösungsgeschehen verbunden, um das Neuartige dieser Offenbarung zu zeigen und durch sie wiederum die ganze Dimension von Gesetz und Sünde sowie Schöpfung zu verstehen. Vom Gesetz bzw. dem Bösen können sich die Menschen bei Marcion nicht aus eigener Anstrengung durch Gesetzesbefolgung befreien und Gutes bewirken, sondern nur individuell mittels des scheinbar zum Menschen gewordenen Gottessohnes Christus, der sich am Kreuz geopfert hat, um die Menschen vom Gesetz des Schöpfergottes zu erlösen. Für Marcion war Jesus, der mit einem Scheinleib ausgestattete Gottessohn des „guten Gottes“, die Liebe in Reinform und kein menschliches Wesen aus Fleisch und Blut, das wie andere Menschen in Zorn geraten, leiden und sterben konnte.
Zwischen den (rekonstruierten) Ansichten in Marcions Antithesen und denen des Paulus bestehen Ähnlichkeiten. So sah Marcion einen fundamentalen Gegensatz zwischen mosaischem Gesetz und Evangelium, bei Paulus löste der Heilsweg des Glaubens jenen des Gesetzes ab. Die Auslegung der Heilung eines Aussätzigen (wahrscheinlich Leprösen; Lk 5,12–16 ) bewies nach Marcions Überzeugung, dass es unmöglich sei, das „Evangelium“ zu praktizieren, ohne das „Gesetz“ zu übertreten. Die Zwei-Gott-Lehre bei Marcion, der „gute Gott“ des Evangeliums, des Glaubens und der „Gott des Gesetzes“, kann daher in Zusammenhang mit Marcions Radikalisierung paulinischer Theologie mit ihrem Gegensatz von „Gesetz“ (Halacha) und „Evangelium“ gestellt werden.
So treten in den Ansichten Marcions und den Aussagen in den paulinischen Episteln Gemeinsamkeiten hervor. Die Menschen finden in der paulinischen Vorstellung, ähnlich dem marcionitischen ‚scheinbeleibten Sohn des guten Gottes‘, ihre Erlösung in dessen Opfertod Röm 5,18 . Die paulinische ‚Erlösungslehre‘ wird gebunden an das Bekennen zum Opfertod Jesu und der Taufe als die einzige menschliche Handlung die zur Erlösung führe, nichts könne sonst dazu beitragen (Röm 3,24 , Röm 9,16 , 1 Kor 1,29 , Gal 2,16 ).

### Die Erlösung durch den guten, unbekannten Gott des Evangeliums
Für Barbara Aland ist das Wesen der Sünde zu klären. So sei nach Marcion dem Bösen der Tatsünden durch die Gesetze des Schöpfergottes, der den Menschen geschaffen hat, nicht beizukommen. Der Mensch befolge damit nur, soweit es geht, die Gesetze, erarbeite sich als erwarteten Lohn Straffreiheit, verstricke sich aber nach Marcions Vorstellung schließlich in einen Kreislauf von Gesetz und Sünde, referiert Aland sinngemäß. Aus der gewohnten Belohnungshaltung bei Befolgung der Gesetze des Schöpfergottes entstehe zudem fast unvermeidlich die Grundsünde, die Gnade der Liebe und Erlösung durch Sündenvergebung des fremden jesuanischen, guten Gottes nicht annehmen zu wollen und zu können. Dem guten Gott sei der Mensch so wichtig, dass er sich bzw. Christus durch die Sünder an das Kreuz anschlagen lasse, um sie damit vom Schöpfergott, seinen Gesetzen frei zu bekommen. Dem, der diese Gnade nach tiefer Verstrickung in Gesetz und Sünde angenommen habe, der die Macht dieser Gnade so erst habe richtig erkennen können, dem werde eine andere Gottesbeziehung offenbart; er vermeide die Sünde nicht mehr durch Gesetzesbefolgung, er wolle und tue sie einfach nicht mehr.

### Marcion’sche Exegese
Marcion soll die damals altkirchlich vorherrschende allegorische Exegese oder gleichnishafte Auslegung der Schriften des Alten Testaments verworfen haben, da er durch das Wörtlichnehmen besonders einzelner Textstellen das Alte Testament als Zeugnis des schlechten Schöpfergottes in Gegenüberstellung zu Textstellen seiner christlichen Evangeliumssammlung als Zeugnis des fremden, guten Gottes habe charakterisieren wollen. Sichtbar wird dies an den Textfragmenten, die Marcions Antithesen zugerechnet werden, da sie hauptsächlich alt- und neutestamentliche Aussagen, wortwörtlich genommen, in ihren Widersprüchen oder Entgegensetzungen gegenüberstellen. Das Wörtlichnehmen in den Antithesen zeigt für den Neutestamentler Ulrich Schmid allerdings mehr einen in der Antike typischen Kunstgriff für diese Literaturgattung und weniger etwa umfassende Belege einer generellen Allegorie-Ablehnung Marcions.

### Marcion’sche Christologie
Marcion lehrte, dass Jesus Christus nicht geboren worden sei, vielmehr sei er im 15. Jahr des Tiberius vom Himmel her erschienen. Er sei direkt von dort, so der Bischof Irenaeus der römischen Provinz Gallia Lugdunensis, in hominis forma erschienen. Nach dem Zeugnis des Tertullian war er nur per imaginem substantiae humanae, und weiter führte er aus, Jesus Christus habe überhaupt keinen Körper gehabt, er sei vielmehr ein phantasma carnis gewesen. Folglich bestritt Marcion auch die Passion des Nazareners, denn weil der Erlöser kein wirklicher, fleischlicher Mensch gewesen sei, also keinen „sarkischen Leib“ besessen habe, konnte er nicht wirklich gekreuzigt, gestorben, begraben und auferstanden sein. Daher gab es keine leibliche „Auferstehung“ des „Toten“. Für Marcion hatte dies auch Einfluss auf das Ritual der Eucharistie, denn das hoc est corpus meum („Das ist mein Leib“) wurde zu einem figura corporis mei („das ist die Form / das Symbol meines Körpers“). Als Elemente für das Abendmahl bei Marcion seien Brot und Wasser verwendet worden.

### Askese
Im kultisch-religiösen Kontext sind neben dem Essen, der Art der Nahrung, darüber hinaus noch die menschliche Sexualität die am stärksten regulierten Lebensbereiche in menschlichen Gemeinschaften. Beide Handlungskomplexe sind indispensable Fundamente eines biologischen wie auch sozialen (Über-)Lebens von Individuen und Kollektiven.
Der Ablehnung bzw. Distanz zur Schöpfung, zur geschaffenen, materiellen Welt des Demiurgen entsprach Marcions Forderung der Askese, so beispielsweise der Verzicht auf die Ehe und die sexuelle Abstinenz in ihr, ebenso der Verzicht auf Fleisch und Wein. Die Ehe galt für Marcion anscheinend als eine „porneia“ („Unzucht“, abgeleitet von altgriechisch πόρνη pórnē, deutsch ‚Hure‘) und führe geradewegs in „phthora“ (altgriechisch ϕϑορά phthorá, deutsch ‚Vernichtung, Zerstörung, Tod und Verderben‘). Aus dieser Haltung heraus verbot er seiner Gemeinde streng jegliche Form von Heirat oder Geschlechtsverkehr. Nur solche Taufbewerber (Katechumenen) sollten getauft und zur Kommunion zugelassen werden, die den Zölibat gelobten oder, falls sie schon verheiratet waren, auf sexuelle Beziehungen verzichteten und völlig enthaltsam lebten. Damit sollte auch die „Vermehrung“ der vom Demiurgen geschaffenen Welt, zu der die Menschen gehörten, eingeschränkt werden.
Für die Anhänger der „marcionitischen Kirche“ war der Verzehr von Fisch sehr wichtig; sie verzichteten auf Geflügel oder rotes Fleisch. Damit lassen sie sich als Pescetaristen einordnen. Der Verzehr von Fisch wurde von den Marcioniten als eine Art „heiliger Nahrung“ angesehen. Neben dem Fisch galten weitere Nahrungsmittel als unbedenklich, so etwa Brot, Honig, Milch und Gemüse.

## Wirken und Wirkung
Seine Lehren legte Marcion unter anderem in den Antithesen nieder, die eine Kommentierung zu seiner Schriftsammlung darstellten. Nach Norelli müssten die Antithesen Folgendes enthalten haben:
- eine wahrscheinlich kommentierte Liste von Widersprüchen (= „Antithesen“) zwischen „Gesetz“ und „Evangelium“ und dadurch zwischen dem „bösen Gott“ des Alten Testaments (Demiurgen) und dem „guten Gott der Liebe“ des Neuen Testaments als Urheber beider Größen;
- eine Skizze der Anfänge des Christentums, die Paulus als den einzigen echten Apostel des Evangeliums Jesu darstellen wollte;
- eine Erläuterung der Widersprüche innerhalb des kirchlichen Evangeliumtextes, um zu belegen, dass er interpoliert war;
- Bemerkungen bzw. kurze Kommentare zum Evangelium Marcions und seiner Paulusbriefsammlung, mit denen die Texte aus seiner Sicht erläutert werden; in der Bezeichnung von Tertullian auch als Instrumentum-Text.[47]

Die Werke Marcions sind nicht durch Handschriften überliefert, sondern nur durch Zeugnisse seiner Gegner, vor allem bei Tertullian. Die Aussagen und Behauptungen sind bei ihnen ungenau, teils widersprüchlich und lückenhaft sowie von Polemik durchzogen, daher ist eine Rekonstruktion seiner Werke und Ansichten nur teilweise möglich und sicher. In der Alten Kirche des Römischen Reiches beschleunigten Marcions Schriften („Marcion-Evangelium“) in den nachfolgenden Jahrzehnten vor allem die Bildung eines umfangreichen biblischen Kanons, nach Ansicht beispielsweise von M. Vinzent (2014) verbunden mit einer Renaissance oder Neuentdeckung der besonders von Paulus betonten Auferstehung Christi und der Erscheinungen des auferstandenen Christus als christlicher Glaubensgrund.
Aus wirkungsgeschichtlicher Sicht ist der Kirchen- und Dogmengeschichtler Adolf von Harnack zu nennen, der sich in seinem großen Marcion-Buch aufgeschlossen für die Grundanliegen Marcions zeigte – und u. a. die Auseinandersetzung Marcions mit seiner Gemeinde in Rom mit der Konfrontation auf dem Wormser Reichstag 1521 verglich.
Die Paulusbriefe wurden von Beginn an gesammelt. Aus Bemerkungen Tertullians (Adversus Marcionem 5,2–21) lässt sich schließen, dass Marcion um die Mitte des 2. Jahrhunderts erstmals eine Paulusbriefsammlung, den „Apostolos“, mit zehn Briefen, darunter die wohl sieben authentischen, herausgegeben hat. Marcion war zudem anscheinend der Erste, der einen Text εὐαγγέλιον euangelion nannte (siehe Evangelium als Buch der Bibel); seine Rolle bei der Bildung des Kanons des Neuen Testaments sowie im Hinblick auf die Diskussion um das synoptische Problem wird aktuell wissenschaftlich unterschiedlich eingeschätzt.

### Die „marcionitische Kirche“
Wahrscheinlich lebte Marcion seit 139 n. Chr. in Rom. Wohl endgültig im Juli 144 n. Chr. scheiterten seine Bemühungen, dort womöglich auf einem Presbyter-Konvent der einzelnen stadtrömischen kirchlichen Hausgemeinden seine Reform durchzusetzen. Die Spaltung der römischen Kirchengemeinden in Anhänger und Gegner sowie die Gründung seiner eigenen kirchlichen Glaubensgemeinschaft folgte, für die Marcioniten das Gründungsdatum ihrer von der Alten Kirche getrennten Organisation. Marcion schuf eine Organisationsstruktur mit bischöflicher Verfassung und sammelte Anhänger um sich, altkirchliche Bischöfe und Priester schlossen sich an. Im Unterschied zu den gnostischen Sekten war die Gemeinschaft der Marcioniten straff organisiert; sie konnte gerade dadurch für die entstehende Alte Kirche zu einer ernst zu nehmenden Konkurrenz werden.
Die Entstehung und Konsolidierung der Alten Kirche verlangsamte dann die weitere Ausbreitung, ebenso die sich entwickelnde anti-marcionitische und altkirchliche Theologie, und bereits in der ersten Hälfte des 3. Jahrhunderts kam es bei den marcionitischen Gemeinden im Westen des Römischen Reiches zum Rückgang. Im 4. Jahrhundert, verstärkt ab etwa der Mitte, kam es auch im Osten des Römischen Reiches zum Rückgang des Marcionismus, in Syrien wie Armenien prägte dieser aber die nicht-griechischsprachigen Gebiete noch bis in die ersten Jahrzehnte des fünften Jahrhunderts deutlich.

### Die Taufe in der marcionitischen Kirche
Allgemein war die vorherrschende Bedeutung der Taufe im früheren Christentum die eines totalen Bruchs im Leben eines glaubenden Menschen. Laut Eve-Marie Becker (2011) lassen sich in den antihäretischen Schriften der Gegner Marcions keine Hinweise darauf finden, dass die Taufe in den marcionitischen Gemeinden in spezifischer Weise, also anders als in nicht-marcionitischen Gemeinden, praktiziert wurde. So deute vieles darauf hin, dass Marcion an der Bedeutung und am Ernst der Taufe festhielt, weil er sie als Bekenntnis zum „guten Gott“ verstand, dem nur derjenige wirklich zustimmen konnte, der sich zuvor vom Schöpfergott (Demiurgen) und damit auch von der im Leib verkörperten sündhaften Existenz getrennt hatte.
Johannes Chrysostomus berichtete, dass einige christliche Sondergemeinschaften, so die Marcioniten, aber auch die Kerinthianer, Montanisten im 2. und 3. Jahrhundert nach Christus die Vikariats- oder Totentaufe als stellvertretende Form der Taufe geübt hatten. Die Totentaufe wurde im Jahr 397 auf der Dritten Synode von Karthago letztlich untersagt. Paulus erwähnte das Ritual einer stellvertretenden Taufe für Verstorbene (1 Kor 15,29 ) als ein Argument im Kontext einer Diskussion über die leibliche Auferstehung. Paulus nimmt hierzu weder eine ablehnende noch eine zustimmende Stellung ein. Viele der Gemeinden gingen im Manichäismus auf. Traditionen der marcionitischen Kirche fanden sich nach Petros Sikeliotes bei den Paulikianern.
Inwieweit diese innerchristlichen, zum Teil gewaltsamen Auseinandersetzungen auch die spätere Ausbreitung des Islam in diesen Regionen gefördert oder ermöglicht haben, ist umstritten.

### Schüler Marcions
Marcion brachte innerhalb seiner Gemeinde und Kirchenstruktur bedeutende Schüler hervor, die über die Zeit jeweils mehr oder weniger stark ihr eigenes theologisches Profil entwickelten. Ob Apelles als bedeutendster Schüler tatsächlich als Schüler gelten kann, ist aktuell in der Forschung umstritten; vielleicht war er in Rom einer von Marcions Schülern, jedenfalls wandte sich Apelles ausdrücklich gegen Marcions Positionen und gründete eine eigene Schule, lehrte und lebte auch in Alexandria, wo er ein gnostisches System entwickelte. Markus und Lucan, Potitus, Megethius, Basilikus, Syneros und Prepon waren weitere Schüler.

### Marcionitische Kompilationen oder die Kanonisierungen zu einem „Evangelium“
Über eine nach den kanonischen Evangelientexten bzw. dem Lukas-Evangelium entstandene ‚marcionitische Kompilation‘, die wenn auch nicht gänzlich korrekt als „Marcion-Evangelium“ bezeichnet wird, wird seit dem 19. Jahrhundert diskutiert. Nach der kontrovers diskutierten wissenschaftlichen Vorstellung des 20. Jahrhunderts soll Marcion den Bestand kursierender christlicher Texte kompiliert und zu einer marcionitischen „Bibel“ zusammengeführt haben, die als ein erster biblischer Kanon eine Reihe von Paulusbriefen sowie ein Evangelium, das sogenannte „marcionitische Evangelium“, enthalten haben soll. Dieses steht vermutlich in großer Nähe zum Lukas-Evangelium, jedoch mit viel weniger Verweisen auf die hebräische Bibel. Dennoch fanden sich wahrscheinlich an mehreren Stellen des Marcionevangeliums Verweise auf die jüdischen Propheten Elija und Mose.
Es bestehen in der neutestamentlichen Forschung Vermutungen, dass Marcion als erster ein „Evangelium“ zusammengestellt oder rezipiert hat. Matthias Klinghardt und Markus Vinzent postulieren weiterhin, die kanonischen Evangelien seien in Anlehnung an das von Marcion rezipierte Evangelium (Klinghardt) entstanden bzw. von Marcions geschaffenem Evangelium aus entwickelt worden (Vinzent).
Der Kanon des Marcion lässt sich gemäß von Harnack in zwei größere Teile ordnen: einmal das „Evangelium“ und darauf folgend das „Apostolikon“; es ist unklar ob Marcion seiner gesamten Kompilation einen Namen gab. Wolfram Kinzig schlägt jedoch vor, dass Marcion als erster den Begriff altgriechisch δῐᾰθήκη diatheke, deutsch ‚Testament‘, lateinisch testamentum für eine derartige Zusammenstellung verwendete.
Das Apostolikon umfasst zehn oder elf Paulusbriefe in der folgenden Anordnung: Galaterbrief, 1. Korintherbrief, 2. Korintherbrief, Römerbrief, 1. Thessalonicherbrief, 2. Thessalonicherbrief, Laodizenerbrief (laut Tertullian) oder Epheserbrief (laut Epiphanius), Kolosserbrief, Philipperbrief, Philemonbrief, Laodizenerbrief (laut Epiphanius). Das Evangelium (welches Klinghardt als vorkanonisches Lukasevangelium versteht) begann, gemäß Rekonstruktionen dieses basierend auf den Streitschriften zuwider Marcion, mit einem Text, welcher ungefähr Lk 4,31  entspricht. Jedoch hält sich Markion nicht an die gleiche Struktur wie Lukas und folgt dem Text somit nicht linear.

## Jüngere Rezeption und Wirkungsgeschichte
In die Kirchengeschichte ging er als „Häretiker“ ein, entfaltete aber schon insofern große Wirkung, als ihm eine reiche apologetische Literatur gewidmet wurde. Adolf von Harnack versuchte 1924 zum Teil eine Rehabilitation Marcions als eine Art frühkirchlichen Religionsstifters oder als Reformator, wie ihn später Hans von Campenhausen 1968 benannte.
Campenhausen ging noch weiter, indem er die Entstehung des (kanonischen) Neuen Testaments in der Alten Kirche wesentlich auf die Auseinandersetzung mit Markion zurückführte, dessen Kompilation von Paulusbriefen und dem Lukas-Evangelium die Alte Kirche nötigte eine eigene autoritative Schriftensammlung zu erstellen. Ein Hypothesenkomplex, den Adolf von Harnack in einer ähnlichen Auffassung bereits einige Jahrzehnte zuvor schon vertrat.
Nach Einschätzung von Röhl unternahm Marcion den Versuch, das frühe Christentum aus seinen synkretistischen Bindungen an die griechische Philosophie, aber mehr noch aus der Verankerung im Judentum zu lösen und zu einer eigenständigen, umfassenden Religion mit einer Offenbarungskunde zu führen.
Nach Meinung von Hans Jonas (1958) wurde im Ergebnis erstmals in einer christlichen, (marcionitischen) Kirche nicht nur eine textkritische Methode angewandt, also das rigorose Auswählen von Texten, um das Echte von dem, was er für Verfälschungen hielt, zu scheiden, sondern auch die Idee eines Kanons überhaupt umgesetzt.
Marcion zählte im 2. Jahrhundert zu den bedeutendsten Theologen, so Karl Suso Frank, bzw. als Zeitgenosse des Basilides zu den originellsten Theologen des Christentums, so zuvor Kurt Rudolph.
Für Hermann Detering (1995) war Marcion weniger ein Schüler des Apostels Paulus als vielmehr Paulus ein gebändigter Apologet des Markionismus.
Der britische Papyrologe und Bibliothekar Theodore Cressy Skeat (1997) untersuchte die Papyri {\displaystyle {\mathfrak {P}}}4, {\displaystyle {\mathfrak {P}}}64 und {\displaystyle {\mathfrak {P}}}67. Bei diesen Papyri handelte es sich um einen einlagigen, aber zweispaltig geschriebenen Codex, der wahrscheinlich alle vier Evangelien umfasste. Skeat kam bezüglich der Datierung zu dem Schluss, dass die Entstehung der Evangelien ins 2. Jahrhundert zu legen sei. Hinweise auf ein reifes Produkt eines weit fortgeschrittenen Umgangs mit dem Vier-Evangelien-Codex ergäben sich aus dem Textaufbau, der effektiven Ausnutzung und dem planerischen Aufbau des Codex. Ulrich Schmid stellte die These auf, dass Marcion diese Papyri kannte und aus diesen Texten das Evangelium nach Lukas deswegen für sein Kompilat nutzte, weil u. a. dessen Abendmahlparadosis (von altgriechisch παράδοσης paradosis, deutsch ‚Überlieferung‘) an Paulus anknüpfte. Ferner habe er in Lukas auch Anklänge an die paulinische Rechtfertigungslehre gefunden (Lk 16,15 , Lk 18,9.14 ).
Sebastian Moll publizierte 2010 die erste Gesamtdarstellung Marcions seit Adolf von Harnack. Moll zufolge unterschied Marcion nicht zwischen einem „guten“ und einem „gerechten“ Gott, wie bis dahin weitgehend angenommen, sondern zwischen einem „guten“ und einem „bösen“. Außerdem habe Marcion das Alte Testament nicht abschaffen wollen, sondern es als Grundlage seiner Theologie betrachtet: „Marcion did not understand the Old Testament in the light of the New, he interpreted the New Testament in the light of the Old.“
Eduard Lohse widersprach im Jahr 2011 Einschätzungen, die Marcion gewissermaßen als den Schöpfer eines ersten Entwurfs für ein Neues Testament ansähen. Für Lohse war es wahrscheinlicher, dass die Ansätze zu einer Kanonbildung schon in die Zeit vor Marcion zurückreichten. So habe der Märtyrer Justin, ein Zeitgenosse Marcions, der sich auch kritisch mit der Lehre Marcions auseinandersetzte, bereits die Vierzahl von Evangelien gekannt.
Jason BeDuhn (2012) rekonstruierte einen englischsprachigen Text des „Marcion-Evangeliums“ und untersuchte seine Auswirkungen auf das Evangelium nach Lukas und die Apostelgeschichte des Lukas, die Zweiquellentheorie und die Logienquelle Q (Q-Hypothese). BeDuhn postuliert, dass das Evangelium nach Lukas von Markion keineswegs aus theologischen Gründen verändert wurde, wie verschiedene Kirchenväter behaupteten, da für jedes einzelne Motiv und jede Textstelle, aus der eine Passage weggelassen worden sein soll, eine Passage mit gleichwertigem Inhalt gefunden werden kann, die zuvor nicht vorhanden war. Markions Version sollte daher besser als eigenständige Variante des Lukas-Evangeliums angesehen werden, die von demselben Vorläufer abstammte wie das spätere kanonisierte Evangelium. BeDuhn merkt auch an, dass viele der „Minor Agreements“ zwischen den Evangelien des Matthäus und des Lukas nicht in Markions Evangelium enthalten sind, ebenso wie die sehr geringe Anzahl von erzählerischen Episoden, die sie mit dem Material der Logienquelle Q gemeinsam haben.
Markus Vinzent postulierte 2014 für Marcion und dessen Evangelium eine überragende Bedeutung für die Entstehung des Christentums:

„Markion spielte hierbei eine herausragende Rolle. Seine Entdeckung der paulinischen Briefe und die Publikation dieser Briefe in Verbindung mit einem Evangelium unter dem Titel ‚Neues Testament‘ als Antithese zum ‚Alten Testament‘ provozierte, wie wir gesehen haben, und ermöglichte erst die christliche Identitätsfindung einerseits, aber auch Abgrenzung zum Judentum andererseits. […] Justin hatte Markions Vorstellung von der Existenz zweier Testamente akzeptiert, wobei er das Neue nicht nur höher eingeschätzt hatte als das Alte, sondern er ging über Markion hinaus, indem er nicht nur das Neue den Christen zuschrieb, sondern auch das Alte für sich reklamierte. […] Ähnlich sind auch die Überlegungen des Irenäus, der nun jedoch eine sich direkter gegen Markion richtende Position entwickelt und stärker noch als Justin formuliert, dass Christus gekommen sei, ‚das Gesetz zu erfüllen‘. Er sieht die Phasen in eine universale Heilsgeschichte eingebunden, und doch akzeptiert auch er Markions antithetische Vorstellung und Interpretation, wie sie sich in seinem Evangelium niedergeschlagen hatte und wie man sie etwa in Lk 16,16  lesen kann, wonach das jüdische Gesetz ein Ende gefunden habe.“

Judith Margaret Lieu (2015) sieht Marcion in die innerchristliche Diskussion des 2. Jahrhunderts eingebunden. Auch für sie ist Marcion und sein Werk nur durch seine Kontrahenten erkennbar, so dass dementsprechend jeder seiner Widersacher aus der jeweils unterschiedlichen Perspektive eine etwas andere Darstellung seiner Theologie darbietet. Für Lieu zählt die Sichtweise Justins in besonderer Weise, weil Justin ein ungefährer Zeitgenosse Marcions war und er ebenfalls zeitweise in Rom als christlicher Lehrer wirkte. Für sie ist das endgültige kanonische Evangelium nach Lukas ein Ergebnis einer redaktionellen Gesamtentwicklung, die mit einer bzw. der Textausgabe in Zusammenhang mit Marcion erstmals greifbar wird und die sich sowohl auf der Ebene der Textvarianten darstellt als auch in den wahrscheinlich hinzugefügten umfangreicheren Passagen ihren Ausdruck findet.
Dieter T. Roth publizierte 2015 eine Rekonstruktion des „Marcion-Evangeliums“. Um den Text mit möglichst hoher Wahrscheinlichkeit genau wiederzugeben und zu rekonstruieren, wurden die Textstellen dreier Hauptquellen untersucht: den Adversus Marcionem von Tertullian, das Panarion (oder Adversus haereses) von Epiphanios von Salamis sowie den Adamantius-Dialog (Περὶ τῆς εἰς θεὸν ὀρθῆς πίστεως Peri tēs eis theon orthēs pisteos), um Textstellen miteinander abzugleichen, die das marcionitische Evangelium wiedergeben können. Diese drei Quellen weisen Zitate aus dem „marcionitischen Evangelium“ auf.
Matthias Klinghardt postuliert in seiner 2015 erschienenen Untersuchung zum von Marcion rezipierten vorkanonischen und vorlukanischen Evangelium, das von ihm rekonstruierte Evangelium repräsentiere einen vorkanonischen Textzustand, von dem alle vier kanonischen Evangelien abhängig seien. Das von Marcion genutzte Evangelium sei demnach nicht, wie die vorherrschende Meinung annimmt, aus den ihm angenehmen Passagen des Lukasevangeliums selbst zusammengestellt, sondern umgekehrt seien das Lukasevangelium und in Teilen auch die übrigen kanonischen Evangelien überarbeitete Erweiterungen einer von Marcion rezipierten Textausgabe.
Ernst Schmitt stellt die Schwierigkeiten einer einheitlichen Terminologie bei Marcion heraus und versucht in seiner Monografie (2019) die antiken Quellentexte nicht nur nach deren Inhalt, sondern auch nach deren Form zu beurteilen, um Begriffe wie Christus, bonus, malus, aber auch salus, bonitas, per fidem, credentes usw. eindeutig dem alten oder dem neuen Testament zuordnen zu können. Die daraus resultierende komplexe antike Denkweise und Ausdrucksform sollen den Habitus Marcions besser vorstellbar und in Erscheinung treten lassen und bei der Rekonstruktion des ‚Evangelium Marcions‘ an ausgewählten Stellen (Heilung des Aussätzigen, Familiengleichnis, Abendmahl, Kreuzigung u. a.) verifiziert werden.

## Rekonstruiertes „Marcion-Evangelium“ und das synoptische Problem

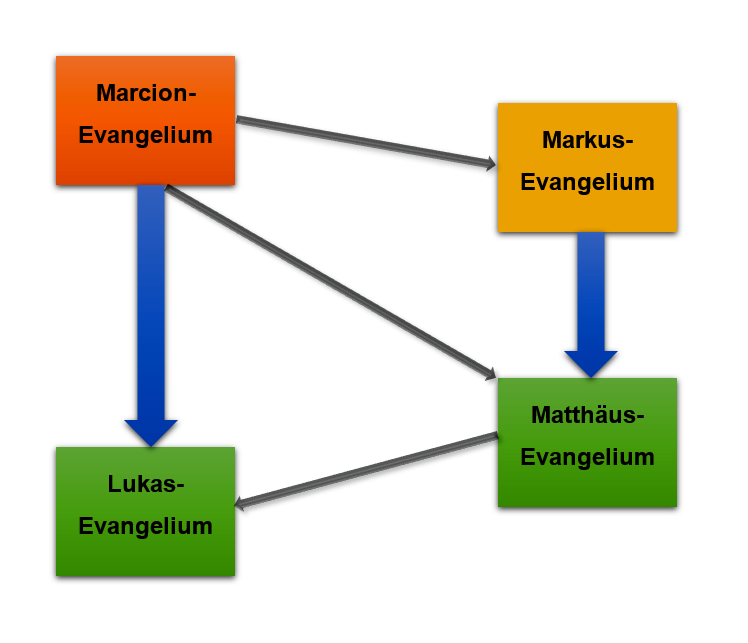
Modell Relation Marcion-Evangelium zu den Synoptikern nach Matthias Klinghardt (2015); blaue Pfeile: starke Abhängigkeit, graue Pfeile: schwächere Abhängigkeit.

Sämtliche Informationen, die man über Marcion zusammentragen konnte, stammen ausschließlich aus Werken und Texten seiner Gegner. Die Hauptzeugen gegen die vermeintliche Häresie Marcions sind nach Klinghardt in der Reihenfolge ihrer Bedeutung Tertullian, Epiphanius und „Adamantius“. Ihre Aussagen stellten das tragfähigste Quellenmaterial dar, das, obwohl es keine vollständige Rekonstruktion des Evangeliums Marcions („Mcn“) zulasse, verlässliche Information zur Rekonstruktion liefere. Neben diesen drei Hauptquellen seien noch weitere patristische Quellen vorhanden, die allerdings nur einige wenige, nicht kontrollierbare und damit unsichere, nicht verwendbare Hinweise auf das „Mcn“ böten. Somit seien die Aussagen hinsichtlich des Verhältnisses von Quelle und Rekonstruktion nur so zu verstehen, dass Tertullian, Epiphanius und „Adamantius“ etc. erklärten bzw. andeuteten, dass diese oder jene Textstellen in entsprechender Weise in „Markions Evangelium“ standen.
Über die zeitliche und entstehungsgeschichtliche Beziehung eines rekonstruierten „Marcion-Evangeliums“ zu den übrigen vier Evangelien bzw. dem Evangelium nach Lukas gibt es schon seit dem 19. Jahrhundert intensive Diskussionen. Sowohl Dieter T. Roth als auch Matthias Klinghardt legten im Jahr 2015 jeweils eine Rekonstruktion des marcionitischen Evangeliums vor. Obwohl beide damit unterschiedliche Zielsetzungen verfolgten und von unterschiedlichen methodischen Voraussetzungen ausgingen sowie unterschiedliche Kriterien bei der Erstellung der Rekonstruktion anwendeten, erstand im Ergebnis ein Versuch der Rekonstruktion des „Evangeliums nach Markion“.
Klinghardts Ziel ging über die eigentliche Rekonstruktion hinaus; er versuchte durch die Rekonstruktion das synoptische Problem zu lösen sowie eine Antwort auf die Frage nach der Bearbeitungsrichtung zwischen dem Evangelium nach Lukas und dem rekonstruierten Marcion-Evangelium zu finden. Dazu bezog er Textkritik und Überlieferungsgeschichte aufeinander und entwickelte ein umfassendes überlieferungsgeschichtliches Modell. Die Rekonstruktion des marcionitischen Evangeliums („Mcn“) nahm hierbei eine Kontroll- und Beweisfunktion ein. Die Entscheidung zugunsten der „Marcion-Priorität“ war bei Klinghardt die Grundlage für alle weiteren Überlegungen.
Die These der „Marcion-Priorität“ hatte weitere Folgen. Denn wenn „Mcn“ die wichtigste Quelle des kanonischen Lukas war, stellte sich die Frage nach dem Verlauf der synoptischen Überlieferung völlig neu. Da „Mcn“ vor dem Lukas-Evangelium entstand, somit älter sei und von diesem als seine Hauptquelle genutzt und redaktionell bearbeitet worden war, läge für die Überlieferungsgeschichte der synoptischen Evangelien erstmals eine zusätzliche Quelle vor. Sie stünde dann im Unterschied zu der aufgrund eines methodischen Postulats im Horizont der Zweiquellentheorie nur hypothetisch zu erschließenden Logienquelle Q. Damit würde das Marcion-Evangelium aus dem 2. Jahrhundert zur Primärquelle aller nachfolgenden kanonischen Evangelien; die „Markuspriorität“ würde durch „Marcionpriorität“ abgelöst, die Annahme einer Logienquelle erübrige sich.
Die Marcionpriorität impliziert zugleich ein Modell der Spätdatierung der neutestamentlichen Evangelien ins 2. Jahrhundert – eine These, die auf David Trobisch zurückgeht, der 1996 in der in Heidelberg angenommenen Habilitationsschrift die Auffassung bzw. These einer frühen, einheitlichen Endredaktion des neutestamentlichen Kanons im 2. Jahrhundert vertrat.

## Werke
(alle verschollen)
- Antithesen. (Ἀντιθέσεις)[115][116]
- „Markionitisches Evangelium (Εὐαγγέλιον κατὰ Μαρκίωνα)“ oder „Bibel nach Markion“ (bestehend aus einer vorkanonischen Version des Evangeliums nach Lukas und der Paulusbriefsammlung (Απόστολος)[117] mit möglicherweise Galaterbrief, 1. Korintherbrief, 2. Korintherbrief, Römerbrief, 1. Thessalonicherbrief, 2. Thessalonicherbrief, Epheserbrief, Kolosserbrief, Philemonbrief und Philipperbrief)[118][119]

## Streitschriften gegen Markion (Auswahl)
- „Adamantius“[120]: Περὶ τῆς εἰς θεὸν ὀρθῆς πίστεως. Durch Rufinus von Aquileia ins Lateinische transkribiert: De recta in deum fide.[121][122]
- Clemens von Alexandria: Στρωματέων (Stromatum). Buch 3; 4
- Epiphanios von Salamis: Πανάριον (oder „Panarion“). Buch 42.[123]
- Irenäus von Lyon: Adversus haereses.
- Justin der Märtyrer: Apologia Prima. Apologia Secunda (oder „Erste und zweite Apologie“).[124]
- Quintus Septimius Florens Tertullianus (kurz Tertullian): Adversus Marcionem. Um 207 n. Chr., Streitschrift gegen Marcion in fünf Büchern.
- Rhodon:[125] Πρòς τὴν Μαρκίωνος αἵρεσιν („An die marcionitische Sekte“).[126][127]
- Melito von Sardes: Περὶ Πασά (oder die Passa-Homilie).
- Pseudo-Tertullian: Libellus adversus omnes haereses.
- Ephräm der Syrer: Hymnen contra haereses.

### Übersichtsdarstellungen
- Barbara Aland: Marcion: Versuch einer neuen Interpretation. In: Zeitschrift für Theologie und Kirche, Band 70 Nr. 4, 1973, S. 420–447.
- Barbara Aland: Marcion/Marcioniten (ca. 85–160). In: Theologische Realenzyklopädie (TRE). Band 22, de Gruyter, Berlin / New York 1992, ISBN 3-11-013463-2, S. 89–101.
- Karlmann Beyschlag: Marcion von Sinope. In: Martin Greschat (Hrsg.): Gestalten der Kirchengeschichte. Band 1: Alte Kirche I. Kohlhammer, Stuttgart 1984, S. 69–81.
- Adolf von Harnack: Marcion. Das Evangelium vom fremden Gott. Leipzig 1921, Texte und Untersuchungen, 3. Reihe, 15. Band, 45. Band. Marcion, 2. Auflage. 1924.
- Adolf von Harnack: Neue Studien zu Marcion. J.C. Hinrichs’sche Buchhandlung, Leipzig 1923
- Adolf von Harnack: Einführung in die alte Kirchengeschichte. Das Schreiben der römischen Kirche an die korinthische aus der Zeit Domitians (1. Clemensbrief). J. C. Hinrichs, Leipzig 1929 (mit deutscher Übersetzung).
- Hans Leisegang: Die Gnosis. 5. Auflage, Alfred Körner, Stuttgart 1985, ISBN 3-520-03205-8, S. 271–280.
- Winrich Löhr: Markion. In: Reallexikon für Antike und Christentum. Band 24, Hiersemann, Stuttgart 2012, ISBN 978-3-7772-1222-7, S. 147–173.
- Hildegard König: Artikel Marcion von Sinope. In Siegmar Döpp, Wilhelm Geerlings (Hrsg.): Lexikon der antiken christlichen Literatur. Herder, Freiburg im Breisgau/New York 2002, ISBN 978-3-451-27776-4, S. 483–485
- Christoph Markschies, Jens Schröter (Hrsg.): Antike christliche Apokryphen in deutscher Übersetzung. 7. Auflage, I. Band Evangelien und Verwandtes, Teilband 1, Mohr Siebeck, Tübingen 2012, ISBN 978-3-16-150087-9, S. 466 f.
- Ernst Schmitt: Markion Separator des Gesetzes und des Evangeliums. Versuch einer neuen Hermeneutik des neuen Testaments. 2. Auflage, Books on Demand, Norderstedt 2019, ISBN 978-3-7481-5746-5

### Gesamtdarstellungen und Untersuchungen
- Eve-Marie Becker: Taufe bei Marcion – eine Spurensuche. In: David Hellholm u. a. (Hrsg.): Ablution, Initiation, and Baptism: Late Antiquity, Early Judaism, and Early Christianity. Band 2 (= Zeitschrift für die Neutestamentliche Wissenschaft 176/II). De Gruyter, Berlin 2011, S. 871–894.
- Achim Detmers: Die Interpretation der Israel-Lehre Marcions im ersten Drittel des 20. Jahrhunderts. Theologische Voraussetzungen und zeitgeschichtlicher Kontext. In: Marcion und seine kirchengeschichtliche Wirkung – Marcion and his Impact on Church History. Vorträge der internationalen Fachkonferenz zu Marcion, gehalten vom 15.-18. August 2001 in Mainz, TU 150 (herausgegeben von Gerhard May und Katharina Greschat, Berlin u. a. 2002, 275-292) ( auf reformiert-info.de)
- Christoph Dohmen: Zwischen Markionismus und Markion. Auf der Suche nach der christlichen Bibel. Aktualität einer scheinbar zeitlosen Frage. In: Biblische Zeitschrift 61, 2017, S. 182–203
- Pier Angelo Gramaglia: Marcione e il Vangelo (di Luca). Un confronto con Matthias Klinghardt. Academia University Press, Turin 2017, ISBN 978-88-99982-37-9 (archive.org).
- Adolf von Harnack: Marcion. Das Evangelium vom fremden Gott (= Texte und Untersuchungen zur altchristlichen Literatur, Reihe 3 Band 15). 2., überarbeitete und erweiterte Auflage. Hinrich'sche Buchhandlung, Leipzig 1924, Digitalisat
- Uta Heil (Hrsg.): Themenheft Marcion and His Gospel (= Zeitschrift für Antikes Christentum / Journal of Ancient Christianity, Band 21, Heft 1), Mai 2017.
- Jan Heilmann, Matthias Klinghardt: Das Neue Testament und sein Text im 2. Jh. Eine Einführung. S. 1–19 ( Textauszug auf content-select.com) In: Jan Heilmann, Matthias Klinghardt (Hrsg.): Das Neue Testament und sein Text im 2. Jahrhundert (Texte und Arbeiten zum neutestamentlichen Zeitalter (TANZ)) Narr Francke Attempto, Tübingen 2018, ISBN 978-3-7720-8640-3
- Raymond Joseph Hoffmann Marcion: on the restitution of christianity: An Essay on the Development of Radical Paulist Theology in the Second Century. Scholars Press, California 1984, ISBN 0-89130-638-2 (PDF 5,3 MB; 366 Seiten auf gnosis.study/library)
- Wolfram Kinzig: Harnack, Marcion und das Judentum. Nebst einer kommentierten Edition des Briefwechsels Adolf von Harnacks mit Houston Stewart Chamberlain. (= Arbeiten zur Kirchen- und Theologiegeschichte, Bd. 13). Evangelische Verlagsanstalt, Leipzig 2004, ISBN 3-374-02181-6
- Matthias Klinghardt: Das älteste Evangelium und die Entstehung der kanonischen Evangelien. Untersuchung – Rekonstruktion – Übersetzung – Varianten. 2 Bände. Francke, Tübingen 2015, ISBN 978-3-7720-8549-9.
- Matthias Klinghardt: „Gesetz“ bei Markion und Lukas. In: Dieter Sänger, Matthias Konradt (Hrsg.): Das Gesetz im frühen Judentum und im Neuen Testament. Festschrift Christoph Burchard. (= Novum Testamentum et Orbis Antiquus Band 57). Göttingen/Fribourg 2006, S. 99–128
- Judith M. Lieu: Marcion and the Making of a Heretic: God and Scripture in the Second Century. Cambridge University Press, Cambridge 2015, ISBN 978-1-108-43404-1
- Gerd Lüdemann: Ketzer. Die andere Seite des frühen Christentums. Radius, Stuttgart 1995, ISBN 3-87173-085-8, S. 154–174
- Gerhard May, Katharina Greschat (Hrsg.): Marcion und seine kirchengeschichtliche Wirkung / Marcion and His Impact on Church History. De Gruyter, Berlin/New York 2002, ISBN 3-11-017599-1 ( auf gnosis.study).
- Hajo Uden Meyboom: Marcion en de Marcionieten. P. Engels & Zoon, Leiden 1888, ( auf dbnl.org)
- Sebastian Moll: The Arch-Heretic Marcion. (= Wissenschaftliche Untersuchungen zum Neuen Testament, Band 250). Mohr Siebeck, Tübingen 2010, ISBN 978-3-16-151539-2.
- John Knox: Marcion and the New Testament: An Essay in the Early History of the Canon. Chicago University Press, Chicago 1942, ISBN 978-0-404-16183-5
- Randall E. Otto: The Problem With Marcion: A Second-Century Heresy Continues to Infect the Church. Theology Matters, A Publication of Presbyterians for Faith, Family and Ministry, Vol 4 No 5, Sep/Oct 1998
- Albrecht Ritschl: Das Evangelium Marcions und das kanonische Evangelium des Lucas: eine kritische Untersuchung. Osiander'sche Buchhandlung, Tübingen 1846  auf books.google.de
- Dieter T. Roth: The Text of Marcion’s Gospel. (= New Testament Tools, Studies and Documents, Band 49). Brill, Leiden/Boston 2015, ISBN 978-90-04-28237-7.
- Dieter T. Roth: Towards a New Reconstruction of the Text of Marcion’s Gospel: History of Research, Sources, Methodology, and the Testimony of Tertullian. Dissertation, University of Edinburgh 2009 (era.lib.ed.ac.uk, PDF; 1,58 MB).
- Ulrike Margarethe Salome Röhl: Der Paulusschüler Markion. Eine kritische Untersuchung zum Antijudaismus im 2. Jahrhundert. (= Wissenschaftliche Beiträge aus dem Tectum Verlag, Band 8). Tectum, Marburg 2014, ISBN 978-3-8288-3344-9.
- Ulrich Schmid: Marcion und sein Apostolos. Rekonstruktion und historische Einordnung der marcionitischen Paulusbriefausgabe. (= Arbeiten zur Neutestamentlichen Textforschung, Band 25). Walter de Gruyter, Berlin/New York 1995, ISBN 978-3-11-088934-5.
- Joseph B. Tyson: Marcion and Luke-Acts: A Defining Struggle. University of South Carolina Press, 2006, ISBN 978-1-57003-650-7
- Joseph B. Tyson: Anti-Judaism in Marcion and His Opponents. Studies in Christian-Jewish Relations Volume 1 (2005–2006): S. 196–208
- Markus Vinzent: Marcion and the Dating of the Synoptic Gospels. (= Studia Patristica Supplements 2). Peeters, Leuven 2014, ISBN 978-90-429-3027-8.
- Markus Vinzent: Marcion the Jew. In: Judaïsme Ancien – Ancient Judaism, International Journal of History and Philology. Band 1, 2013, S. 159-201 (academia.edu).
- Markus Vinzent: Jesus, der Christus, ein griechisch-jüdischer Mysterienmythos? Ein Beitrag zu Markions Evangelium. In: KERYX. Zeitschrift für Antike. Hrsg. am Zentrum Antike der Karl-Franzens-Universität Graz, Graz 2016, ISBN 978-3-902666-41-3, S. 75–86 (PDF 3,1 MB; 120 Seiten auf static.uni-graz.at)
- David Salter Williams: Reconsidering Marcion's Gospel. In: Journal of Biblical Literature 108, Nr. 3, 1989, S. 477–496